# John George Trump
John George Trump (New York, 21 agosto 1907 – Boston, 21 febbraio 1985) è stato un ingegnere e fisico statunitense.
Zio paterno del quarantacinquesimo e quarantasettesimo Presidente degli Stati Uniti, Donald Trump, è stato membro della National Academy of Engineering.

## Biografia
John Trump era il secondogenito della coppia di immigrati tedeschi Frederik Trump ed Elizabeth Trump. Dopo la morte del padre, nel 1918, John venne mandato al college dal fratello Fred (padre di Donald Trump). Fred e John provarono a lavorare assieme nell'ambito edilizio, ma essi avevano differenti ambizioni. I fratelli sciolsero la loro collaborazione e John iniziò una carriera da ingegnere elettrico. Trump ricevette la laurea in Ingegneria elettrica dalla Tandon School of Engineering della New York University, nel 1929; la laurea in Fisica dalla Columbia University e il dottorato di Ingegneria elettrica dal Massachusetts Institute of Technology (MIT) nel 1933. Divenne un professore del MIT nel 1936.

Firma

Durante la Seconda guerra mondiale spostò le sue ricerche riguardo ai raggi X e alle microonde dall'ambito medico a quello bellico. Nel 1940 divenne membro del National Defence Research Committee, dove collaborò con Karl Compton per lo sviluppo di nuove tecnologie di radar. Nel 1943 dopo la morte di Nikola Tesla fu incaricato dal Federal Bureau of Investigation di esaminare le sue attrezzature ed i suoi documenti. In seguito collaborò con alcuni dei più grandi fisici inglesi dell'epoca tra cui Robert Watson-Watt e Bernard Lovell. Finita la guerra Trump tornò alla cattedra di professore al MIT fino al 1973. Trump morì il 21 settembre 1985 a Boston.